# 黄坪乡 (会东县)
黄坪乡，是中华人民共和国四川省凉山彝族自治州会东县曾经下辖的一个乡。

## 行政区划
黄坪乡撤销前下辖以下地区：
小米地村、黄坪村、冬瓜坪村、炭山坡村、毛椿树村和吴家坪村。